# 查帕溪脂鯉
查帕溪脂鯉，為輻鰭魚綱脂鯉目脂鯉亞目頂器脂鯉科的其一種，分布於南美洲馬拉開波湖及奧里諾科河流域，體長可達7.9公分，棲息在底中層水域，生活習性不明。